# Banco Internacional para Reconstrução e Desenvolvimento
O Banco Internacional para Reconstrução e Desenvolvimento (BIRD) é uma instituição financeira internacional que oferece empréstimos a países em desenvolvimento de renda média. O BIRD é a primeira das cinco instituições que integram o Grupo Banco Mundial e está sediado em Washington, D.C., Estados Unidos da América. O BIRD e seu "braço" para empréstimos concessionais, a Associação Internacional de Desenvolvimento (IDA), são coletivamente conhecidos como Banco Mundial, dado que compartilham as mesmas lideranças e as mesmas equipes.
Após a reconstrução da Europa, a missão do Banco Mundial foi ampliada para promover o desenvolvimento econômico mundial e para erradicar a pobreza. O BIRD fornece financiamento comercial ou concessional a Estados soberanos, com a finalidade de disponibilizar recursos a projetos que buscam melhorar áreas relacionadas a transportes, infraestrutura, educação, políticas nacionais, conscientização ambiental, energia, saúde, alimentação, água potável e saneamento básico.
De forma semelhante a um banco privado, o BIRD é dividido em ações que pertencem aos seus Estados-membros. Os países são responsáveis pela administração do BIRD, embora a entidade disponha de lideranças executivas e de equipe técnica próprias, que gerenciam grande parte das operações cotidianas. Na condição de acionistas, os Estados-membros contribuem para o capital integralizado e têm direito a voto em assuntos relacionados ao banco. Além de receber tais contribuições financeiras, o BIRD incrementa seu capital por intermédio da tomada de empréstimos nos mercados internacionais de capitais, via emissão de títulos.
O banco oferece diversos serviços e produtos financeiros, tais como empréstimos flexíveis, doações direcionadas, garantias contra risco, derivativos e financiamento em caso de risco de catástrofe.

## História
O Banco Internacional para Reconstrução e Desenvolvimento (BIRD) e o Fundo Monetário Internacional (FMI) foram estabelecidos pelas delegações da Conferência de Bretton Woods, em 1944. Suas operações foram iniciadas em 1946. O BIRD foi estabelecido com a missão primária de financiar os esforços de reconstrução das nações europeias destruídas, após a Segunda Guerra Mundial; tais objetivos foram compartilhados pelo posterior Plano Marshall.
Em 1947, o banco emitiu seu primeiro empréstimo à França, no montante de US$ 250 milhões (ou US$ 2,6 bilhões em valores de 2012), para financiamento de projetos de infraestrutura. A instituição também estabeleceu seus primeiros escritórios locais nas cidades de Paris, França; de Copenhague, Dinamarca; e de Praga, na antiga Checoslováquia. Ao longo do restante das décadas de 1940 e de 1950, o banco financiou projetos que buscavam represar rios, gerar eletricidade e melhorar o acesso à água e ao saneamento. Ademais, investiu na indústria do aço da França, da Bélgica e de Luxemburgo.
Encerrada a reconstrução da Europa, a missão do banco sofreu uma importante transição: passou a prever a erradicação da pobreza ao redor do mundo. Em 1960, a Associação Internacional de Desenvolvimento (IDA) foi estabelecida para funcionar como o "braço" do Banco Mundial para empréstimos concessionais e para fornecer financiamentos com baixo ou nenhum custo, além de doações, aos países em desenvolvimento mais pobres, levando-se em consideração as mensurações do rendimento nacional bruto per capita.

## Administração
O BIRD é administrado pela Junta Governativa do Banco Mundial, que se reúne anualmente e conta com um governador por país-membro - quase sempre o ministro de finanças do país ou o secretário do tesouro nacional. A Junta Governativa delega a maior parte de sua autoridade à Junta de Diretores (também conhecida como Junta Diretiva, Conselho de Administração, Conselho de Diretores ou Board of Directors), que administra as questões rotineiras do banco, tais como empréstimos e operações. A Junta de Diretores é composta por 25 diretores executivos e comandada pelo Presidente do Grupo Banco Mundial. Os diretores executivos representam coletivamente todos os 189 países do Banco Mundial.
O presidente supervisiona a direção política geral do BIRD e as operações rotineiras. Em julho de 2012, Jim Yong Kim assumiu o mandato da Presidência do Grupo Banco Mundial, tendo sido o presidente até 2019, quando David Malpass foi eleito para a presidência, que tem duração de cinco anos. BIRD e IDA operam com uma equipe aproximada de 10 000 contratados.
Os governadores do Banco Mundial são autoridades de alto nível que definem os rumos políticos da organização. O governador brasileiro no Banco Mundial é o Ministro de Estado da Economia e o suplente, o Presidente do Banco Central do Brasil, nos termos do art. 1o, inciso I, alínea "b" do Decreto no. 8.704, de 5 de abril de 2016. Dessa forma, o atual representante do país na Junta Governativa é o ministro Paulo Guedes. O governador português no Banco Mundial é o Ministro de Estado das Finanças e o suplente, o Secretário de Estado do Tesouro e Finanças. Atualmente, a pasta portuguesa é ocupada pelo ministro Mário Centeno.
Cada um dos diretores executivos, porém, representa os interesses de um determinado grupo de países acionistas (constituency). Logo, a quantidade de governadores coincide com a de países-membros, enquanto a quantidade de diretores executivos, não.
O escritório do diretor executivo (EDS15) para Brasil, Colômbia, República Dominicana, Equador, Haiti, Panamá, Filipinas, Suriname e Trindade & Tobago é o órgão que, na Junta Diretiva do Banco Mundial, representa os interesses de tal grupo de Estados dentro da entidade. Atualmente, o diretor executivo dessa constituency é o economista brasileiro Otaviano Canuto. Já o escritório do diretor executivo (EDS21) para Albânia, Grécia, Itália, Malta, Portugal, San Marino e Timor-Leste tem como titular o economista italiano Patrizio Pagano.

## Obtenção de recursos
Conforme se enfatizou, embora os membros contribuam para o capital do BIRD, o banco adquire recursos primariamente por intermédio da tomada de empréstimos nos mercados internacionais de capitais, por meio da emissão de títulos. O BIRD tem obtido classificação de crédito (rating) AAA desde 1959, o que lhe permite tomar empréstimos a taxas de juros mais favoráveis. Oferece benchmark e obrigações de referência, obrigações denominadas em moedas que não sejam fortes, títulos estruturados com rendimentos personalizados, e títulos de desconto (discount notes) em dólares estadunidenses e em eurodólares.
Em 2011, arrecadou US$ 29 bilhões em capital através das emissões de títulos efetuadas em 26 moedas diferentes. Em 2011, o BIRD buscou arrecadar um total de US$ 86 bilhões adicionais, dos quais US$ 1,5 bilhão foram em capital integralizado, como parte do Aumento Geral de Capital (GCI), com a finalidade de ampliar sua capacidade de fornecer empréstimos a países de renda média. Em fevereiro de 2012, o BIRD expressou sua intenção de vender "títulos canguru" (kangaroo bonds), que são denominados em dólares australianos e emitidos por empresas externas, com vencimentos que variavam entre os anos de 2017 e de 2022.

## Serviços

### Operações financeiras
O BIRD fornece serviços financeiros, de coordenação estratégica e de informação aos países-membros tomadores de empréstimos. O banco financia entes/governos soberanos apenas na modalidade direta, ou projetos apoiados por governos soberanos. A Tesouraria do Banco Mundial é a unidade administrativa do BIRD que gerencia o portfólio de dívida do banco, que alcança a ordem de US$ 100 bilhões, e as transações financeiras de derivativos, da ordem de US$ 20 bilhões.
O banco oferece empréstimos flexíveis com vencimentos de até 30 anos e programação de reembolso sob medida. O BIRD também oferece empréstimo em moedas locais. Por meio de um esforço conjunto entre o BIRD e a Corporação Financeira Internacional (IFC), que também é instituição integrante do Grupo Banco Mundial, o banco oferece financiamento a entes subnacionais, com ou sem garantia soberana. Para tomadores de empréstimo que necessitam de financiamento célere em caso de alterações inesperadas das circunstâncias, o BIRD faculta uma opção diferida de saque (Deferred Drawdown Option), que serve de linha de crédito com características similares àquelas verificadas no programa de empréstimos flexíveis do banco.
Entre os produtos de garantia e de melhoria de crédito do Grupo Banco Mundial, o BIRD oferece garantias amparadas por políticas para cobrir o risco soberano de inadimplência dos países (default), garantias parciais de crédito para cobrir risco de crédito de um ente/governo soberano ou ente subnacional, e garantias parciais de risco a projetos privados para cobrir falhas governamentais em caso de descumprimento de obrigações contratuais (neste último caso, inclusive de forma conjunta com a Associação Internacional de Desenvolvimento - IDA).
O Banco oferece uma ampla gama de produtos relacionados à gestão de risco financeiro, incluindo swaps de divisas, conversões de moeda, swaps de taxa de juros, piso e teto de taxa de juros, e swaps de commodities. Para auxiliar os tomadores de empréstimo (ou mutuários) a proteger-se contra catástrofes e outros riscos específicos, o banco oferece uma opção diferida de saque para catástrofes (Catastrophe Deferred Drawdown Option), de modo a possibilitar financiamentos após desastres naturais ou estado de emergência declarado. O BIRD também emite títulos referentes a catástrofes, que transferem os riscos do evento dos tomadores de empréstimo aos investidores.
No ano-fiscal de 2011, o banco relatou ter compromissos referentes a empréstimos da ordem de US$ 26,7 bilhões, vinculados a 132 projetos - bem menos que os US$ 44,2 bilhões em compromissos relativos ao ano-fiscal de 2010.